# 1984 en football
Cet article présente les faits marquants de l'année 1984 en football.

## Chronologie
- 25 février, Championnat d'Espagne : à Santiago Bernabéu, le Real Madrid s'impose 2-1 sur le FC Barcelone.
- 18 mars : au Stade Houphouët-Boigny d'Abidjan, le Cameroun remporte la Coupe d'Afrique des Nations en venant à bout du Nigeria sur le score de 3-1. C'est la première "CAN" remportée par le Cameroun. L'Algérie se classe 3e de la compétition en surclassant l'Égypte.
- 11 mai, Coupe de France, finale : le Football Club de Metz l'emporte 2-0 face à l'AS Monaco. C'est la première Coupe de France remportée par le club lorrain.
- 16 mai : la Juventus remporte la Coupe des coupes face au club portugais du FC Porto (2-1).
  - Article détaillé : Coupe d'Europe des vainqueurs de coupe 1983-1984
- 19 mai : la FIFA désigne l'Italie comme pays organisateur de la Coupe du monde 1990.
- 23 mai : Tottenham Hotspur remporte la Coupe de l'UEFA aux tirs au but face au RSC Anderlecht. C'est la deuxième Coupe de l'UEFA remportée par les Spurs et c'est la deuxième finale consécutive jouée par Anderlecht.
- 30 mai : Liverpool remporte la Ligue des champions aux tirs au but face à l'AS Rome. Il s'agit de la quatrième Coupe des clubs champions européens gagnée par le club de Liverpool.

- 27 juin : la France remporte le Championnat d'Europe des nations en battant en finale l'Espagne (2-0). Avec 9 buts en 5 matches, Platini est le meilleur buteur du tournoi.

- 11 août : à Los Angeles, la France devient championne olympique en battant le Brésil 2-0.
- 12 août : à Perrigny, Michel N'Gom, 25 ans, ancien joueur du Paris Saint-Germain tout juste transféré à l'AJ Auxerre, meurt victime d'un accident de la route.
- 19-26 août : La deuxième édition du Mundialito est organisée en Italie. La victoire finale revient à l’Italie, qui bat en finale l'Allemagne de l'Ouest
- 2 septembre, Championnat d'Espagne : à Santiago Bernabéu, le Real Madrid s'incline sur le lourd score de 0-3 face au FC Barcelone. Les buts sont inscrits par Ángel de los Santos (but contre son camp), Steve Archibald et Ramon Calderé.
- 3 octobre : le Football Club de Metz crée l'exploit au Camp Nou en s'imposant 4-1 face au FC Barcelone lors d'un match de Coupe des Coupes.
- 18 novembre : Seth Adonkor (23 ans) et Jean-Michel Labéjof (18 ans), joueurs du FC Nantes, meurent dans un accident de la route. Sidi Kaba également présent dans la voiture est grièvement blessé, ce qui l'empêchera de poursuivre une carrière pro.
- 30 décembre, Championnat d'Espagne : au Camp Nou, le FC Barcelone s'impose sur le score de 3-2 face au Real Madrid.

## Champions nationaux
- Le VfB Stuttgart remporte le championnat d'Allemagne.
- Liverpool remporte le championnat d'Angleterre.
- L'Athletic Bilbao remporte le championnat d'Espagne.
- Les Girondins de Bordeaux remportent le championnat de France.
- La Juventus remporte le championnat d'Italie.
- Le KSK Beveren remporte le championnat de Belgique.
- Le Feyenoord Rotterdam remporte le championnat des Pays-Bas.

## Naissances
Plus d'informations : Liste d'acteurs du football nés en 1984.
- 1er janvier : Paolo Guerrero, footballeur péruvien.
- 10 janvier : Marouane Chamakh, footballeur marocain.
- 16 janvier : Stephan Lichtsteiner, footballeur suisse.
- 18 janvier : Makoto Hasebe, footballeur japonais.
- 23 janvier : Arjen Robben, footballeur néerlandais.
- 25 janvier : Robinho, footballeur brésilien.
- 1er février : Darren Fletcher, footballeur écossais.
- 5 février : Carlos Tévez, footballeur argentin.
- 18 février : Carlos Kameni, footballeur camerounais.
- 26 février : Emmanuel Adebayor, footballeur togolais.
- 5 mars : Guillaume Hoarau, footballeur français.
- 8 mars : Rio Mavuba, footballeur français.
- 20 mars : Fernando Torres, footballeur espagnol
- 2 avril : Jérémy Morel, footballeur français.
- 11 mai : Andrés Iniesta, footballeur espagnol.
- 1er juin : Stéphane Sessègnon, footballeur bénino-ivoirien.
- 8 juin : Javier Mascherano, footballeur argentin.
- 9 juin : Wesley Sneijder, footballeur néerlandais.
- 27 juin : Gokhan Inler, footballeur suisse.
- 7 juillet :  Alberto Aquilani, footballeur italien.
- 14 juillet : Samir Handanovič, footballeur slovène.
- 1er août : Bastian Schweinsteiger, footballeur allemand.
- 14 août :  Giorgio Chiellini, footballeur italien
- 6 août : Jérémy Clément, footballeur français.
- 27 août : Sulley Muntari, footballeur ghanéen.
- 7 septembre : Miranda, footballeur brésilien.
- 22 septembre : Thiago Silva, footballeur brésilien.
- 28 septembre : Mathieu Valbuena, footballeur français.
- 29 septembre :  Per Mertesacker, footballeur allemand.
- 3 octobre :  Anthony Le Tallec, footballeur français.
- 9 octobre :  Djamel Mesbah, footballeur algérien.
- 20 octobre : Florent Sinama-Pongolle, footballeur français.
- 26 octobre : 
  - Adriano Correia, footballeur brésilien.
  - Jefferson Farfán, footballeur péruvien.
- 27 octobre :  Danijel Subašić, footballeur croate.
- 28 octobre : Obafemi Martins, footballeur nigérian.
- 1er novembre : Miloš Krasić, footballeur serbe.
- 10 novembre : Ludovic Obraniak, footballeur polonais.
- 13 novembre :  Lucas Barrios, footballeur paraguayen.
- 11 décembre :  Leighton Baines, footballeur anglais.
- 12 décembre : Daniel Agger, footballeur danois.
- 13 décembre : Santi Cazorla, footballeur espagnol.

## Décès
Plus d'informations : Liste d'acteurs du football morts en 1984.
- 4 janvier : décès à 59 ans de Gösta Lindh, joueur suédois ayant remporté la médaille de bronze aux Jeux olympiques d'été de 1952.
- 27 janvier : décès à 60 ans d'Eddie McMorran, international Nord-irlandais ayant remporté la Coupe d'Irlande du Nord 1947.
- 13 février : décès à 70 ans de Helmut Schneider, international allemand devenu entraîneur.
- 21 mars : décès à 62 ans de Jacques Cousin, joueur français[1].
- 17 avril : décès à 84 ans de Jimmy Trotter, joueur anglais ayant remporté 2 Championnat d'Angleterre devenu entraîneur.
- 1er mai : décès à 67 ans de Charles Nicolas, joueur français devenu entraîneur ayant remporté la Coupe de France en 1951.
- 4 juillet : décès à 62 ans de Karl Lechner, joueur franco-autrichien ayant remporté la Coupe d'Allemagne 1943.
- 12 août : décès à 25 ans de Michel N'Gom, joueur français ayant remporté 2 Vainqueur de la Coupe de France.
- 14 novembre : décès à 81 ans d'Adhemar Canavesi, international uruguayen ayant remporté la médaille d'or aux Jeux olympiques de 1928 et 4 Championnat d'Uruguay.
- 18 novembre : décès à 23 ans de Seth Adonkor, joueur français ayant remporté le Championnat de France en 1983[2].

## Groupes de supporters créés
- Commando Ultra' 84 (Olympique de Marseille).

## Liens
- RSSSF : Tous les résultats du monde